# Diễn Châu (phủ)
Phủ Diễn Châu (chữ Hán: 演州) thuộc xứ Nghệ An là tên gọi của vùng đất tương đương với các huyện Quỳnh Lưu, Diễn Châu, Yên Thành, đông Nghĩa Đàn thời nhà Hậu Lê năm 1490. 
- Tên gọi Diễn Châu xuất hiện lần đầu tiên năm Trinh Quán nguyên niên (năm 627) thời nhà Đường. Lúc đó đổi Đức Châu lại làm Hoan Châu, còn Hoan Châu cũ thì đổi làm Diễn Châu;
- Thời Nhà Trần:năm Long Khánh thứ 3 (1225) đổi Diễn Châu làm Diễn Châu lộ; năm Quang Thái thứ 10 đổi Diễn Châu làm Vọng An trấn;
- Thời nhà Hồ (1400) đổi Diễn Châu làm Linh Nguyên phủ, cùng với Thanh Hóa, Cửu Chân, Ái Châu gọi là tứ phụ;
- Thời thuộc Minh: đổi lại là phủ Diễn Châu.
- Đời nhà Hậu Lê, năm Hồng Đức thứ 21 (1490) đổi Nghệ An thừa tuyên làm xứ: Xứ Nghệ. Phủ Diễn Châu thuộc xứ Nghệ quản lĩnh 2 huyện: Đông Thành (Yên Thành và Diễn Châu) và Quỳnh Lưu (huyện Quỳnh Lưu và đông huyện Nghĩa Đàn hiện nay);
- Năm 1919, chính quyền thực dân phong kiến bỏ cấp trung gian là phủ thì các huyện thuộc phủ Diễn Châu trở thành đơn vị hành chính trực thuộc tỉnh Nghệ An.